# Franz Deuter
Franz Deuter (* 8. Februar 1899 in Sickenhöfen (Ostpreußen); † 26. Juni 1973 in Bremen) war ein deutscher Politiker (SPD).
Deuter besuchte zunächst die Volksschule im Kreis Fischhausen/Samland. Im Anschluss absolvierte er eine Lehre des Sattler. Im Ersten Weltkrieg wurde er schwer verwundet: er verlor sein linkes Bein und erlitt eine Verletzung der linken Hand. Nach Kriegsende wurde er in einer Firma angestellt. Später wechselte er in den Staatsdienst bei der Kreisbehörde. Er war bereits für eine Beförderung zum Obersekretär vorgesehen, als mit der Machtergreifung im Jahr 1933 seine Entlassung betrieben wurde. Zwischen 1934 und 1939 hatte er eine Tätigkeit als Versicherungsagent und reisender Kaufmann inne.
Ab Dezember 1939 war er im Kriegsdienst als Zivilangestellter dienstverpflichtet bei der Marinefestungskommandantur in Pillau. Zum Ende des Zweiten Weltkrieges musste er die Ostregionen verlassen und siedelte sich als Flüchtling seit Februar 1945 in Fischerhude an.
Deuter war Mitglied des ernannten Hannoverschen Landtages vom 23. August 1946 bis 29. Oktober 1946.

## Quelle
- Barbara Simon: Abgeordnete in Niedersachsen 1946–1994. Biographisches Handbuch. Hrsg. vom Präsidenten des Niedersächsischen Landtages. Niedersächsischer Landtag, Hannover 1996, S. 71.

| Personendaten    | Personendaten                  |
| ---------------- | ------------------------------ |
| NAME             | Deuter, Franz                  |
| KURZBESCHREIBUNG | deutscher Politiker (SPD), MdL |
| GEBURTSDATUM     | 8. Februar 1899                |
| GEBURTSORT       | Sickenhöfen                    |
| STERBEDATUM      | 26. Juni 1973                  |
| STERBEORT        | Bremen                         |